# Lee May
Lee Andrew May (Birmingham, Alabama, 23 de marzo de 1943-Cincinnati, Ohio, 29 de julio de 2017), más conocido como Lee May, fue un jugador profesional estadounidense de béisbol que se desempeñó en la posición de primera base en las Grandes Ligas de Béisbol (MLB).

## Carrera
May jugó como profesional siete temporadas en Cincinnati Reds (1965-1971), después pasó a Houston Astros (1972-1974), luego a Baltimore Orioles (1975-1980), posteriormente a Kansas City Royals, donde jugó dos temporadas (1981-1982), y fue el equipo en el que se retiró.

## Títulos
Fue campeón en carreras impulsadas de la Liga Americana en una oportunidad (1976).